# Le Champo - Espace Jacques-Tati
« Champo » redirige ici. Pour les articles homophones, voir Champeau et Champeaux.
Le Champo - Espace Jacques-Tati — plus communément appelé Le Champo ou Le Champollion — est un cinéma indépendant d'art et essai situé au 51, rue des Écoles à l'angle de la rue Champollion dans le 5e arrondissement de Paris. Il est inscrit aux monuments historiques depuis 2000.

## Historique
Le Champollion, qui tient son nom de la rue attenante, propose sa première séance le 22 juin 1938 après avoir été créé sur l'emplacement d'une ancienne librairie du Quartier latin,. Il est repris l'année suivante par Roger Joly,,, un industriel de l'éclairage passionné de cinéma. À la suite d'un incendie dans la cabine de projection en 1941, il développe le procédé de rétro-réflex, semblable à un périscope, qu'il installe dans un appartement acheté à l'occasion situé au dessus de la salle,,. Il s'agit alors d'un procédé unique en Europe, qui sera conservé jusqu'en 2012. Le projecteur devient une caractéristique importante du cinéma malgré ses nombreuses contraintes techniques. En 1955 est ouverte la seconde salle en sous-sol, après l'acquisition des locaux d'un ancien cabaret, ; cette seconde salle sera nommée L'actua-Champo puis Le Champo 2, avant d'être intégrée au cinéma,. L'entrée principale devient l'entrée unique pour les deux salles à la fin des années 1970. De 1985 à 1989 les deux salles sont largement rénovées. En 1980, Roger Joly laisse la gestion du cinéma à sa fille Christiane Renavand,,. Cette dernière s'occupe également de la programmation et de la direction artistique du cinéma,.
À cette époque, la survie du cinéma est menacée par des projets immobiliers au moment du renouvellement du bail,. La façade et les salles sont alors en totalité, ce qui est un fait rare, et en urgence, inscrites au titre des monuments historiques par un arrêté du 7 avril 2000,, à la suite de la mobilisation de Jean Tiberi et de Catherine Trautmann, respectivement maire de Paris et ministre de la Culture, ce qui pérennise l'activité et sauve le cinéma,. Une mobilisation d'un comité de soutien rassemblant des spectateurs, des cinéastes et des critiques se forme également. À l'occasion de son cinquantenaire, en 1988, la salle s'est vu associer le nom de Jacques Tati, en raison de son parrainage ancien du lieu ; le hall d'entrée est décoré à partir de cette date d'une affiche originale de Jour de Fête offerte par la famille du cinéaste, ainsi que d'une silhouette de M. Hulot encore présente en 2025.
François Truffaut déclarera que ce cinéma est son « quartier général » et Claude Chabrol sa « seconde université »,,. Encore aujourd'hui, le cinéma est fréquenté ponctuellement par Quentin Tarantino ou Louis Garrel,. 
En 2019, le cinéma organise une avant-première du film de Roman Polanski J'accuse en sa présence. La séance génère une importante protestation et des manifestations ont lieu devant le cinéma ; la séance sera finalement annulée,.
En 2023, le cinéma accueille les 60 ans des Films du Losange et invite de nombreux réalisateurs et acteurs comme Olivier Assayas, Isabelle Huppert ou Alice Diop. En 2025, le magazine Time Out le place 10e dans son classement des plus beaux cinémas du monde.

## Programmation
Initialement conçu comme une salle d'actualité, le cinéma diffuse des films ne rencontrant pas de succès dans des salles plus importantes sur les Champs-Élysées, comme Drôle de drame de Marcel Carné l'année de son ouverture,, contribuant ainsi au succès du film malgré un relatif échec dans les salles le programmant initialement. Le cinéma capte un public plus exigeant en partie composé d'étudiants, qui se déplace pour voir des films parfois moins populaires comme La Kermesse héroïque de Jacques Feyder, La Grande Illusion de Jean Renoir ou To Be or Not to Be d’Ernst Lubitsch. Le cinéma fonctionne alors en conservant très longtemps ses films à l'affiche, jusqu'à 6 mois. 
À partir de la fin des années 1990, la fréquentation baisse : elle passe de 5000 spectateurs hebdomadaires en 1940 contre 2000 en 2018,,. Le cinéma se tourne alors progressivement vers le cinéma de patrimoine et organise de larges cycles, dédiés aux grands réalisateurs comme Jacques Tati, Akira Kurosawa, David Lynch, Kenji Mizoguchi, Louis Malle, Louis Jouvet, Henri-Georges Clouzot, Valerio Zurlini, Sacha Guitry, Marcel Carné, Aki Kaurismäki, Atom Egoyan, Woody Allen (cycle qui dura près de deux ans), Michel Audiard ou Cary Grant,,, ainsi que des cartes blanches à des réalisateurs comme Benoît Jacquot. Le cinéma propose également des nuits thématiques se terminant au petit matin pour les ultimes séances et des festivals jeune public,,,.

## Accès
Le Champo est situé à l'angle de la rue des Écoles et de la rue Champollion. Son accès se fait par la station de métro de la ligne 10 Cluny - La Sorbonne.